# 顧承芳
顧承芳（1497年—？），字子譽，直隸鳳陽府臨淮縣人，民籍，明朝政治人物。

## 生平
嘉靖元年（1522年）壬午科應天府鄉試第四名，嘉靖十四年（1535年）登第三甲第三十五名進士。官浙江餘姚縣、河南舞陽縣知縣。入為戶部員外郎。

## 家族
曾祖顧震，順天府治中贈通議大夫都察院右副都御史；祖父顧佐，資善大夫戶部尚書 贈太子太保；父顧伯謙，貢士。母康氏。永感下。